# Bentham (North Yorkshire)
Bentham è un villaggio e parrocchia civile dell'Inghilterra, appartenente alla contea del North Yorkshire.